# ディビッド・ブリアリ
デイビッド・ブリアリー（英:David Brearley、しばしばBrearlyとも綴られる、1745年6月11日-1790年8月16日）は、現在のアメリカ合衆国ニュージャージー州出身の法律家、政治家であり、ニュージャージ代表としてフィラデルフィア憲法制定会議に出席し、アメリカ合衆国憲法に署名した。
ブリアリーはニュージャージーのスプリング・グラブで生まれ、ニュージャージー大学、後のプリンストン大学を卒業した。5フィート7インチ (170 cm)の身長に、体重は185ポンド (83 kg)あった。ブリアリーはその引退までこの体重を維持し、さらに20ポンド (9 kg)増えた。卒業するとアレンタウンで法律実務を行い、ローレンスビルに住んだ。アメリカ独立戦争が勃発すると、大尉として大陸軍に加わり、幾つかの戦闘に参戦した後、大佐まで昇進した。北部での戦争が一段落した1779年、ブリアリーはニュージャージー邦最高裁判所の主席判事を務めた。有名な「ホームズ対ウォルトン事件｣を担当し、司法官は法律が違憲かどうかを宣言する権限を有すると判決を下した。この職は1789年まで続けた。
ブリアリーが42歳の1787年にフィラデルフィアで開催された憲法制定会議に出席して、大統領の任期はどのくらいの長さとすべきかを決める小委員会に参加した。1787年にアメリカ合衆国憲法に署名した後、その憲法を批准するためのニュージャージー委員会を主宰した。1789年に大統領選挙人となり、ジョージ・ワシントン大統領によって連邦地方裁判所判事に指名された。ブリアリーはその数ヵ月後に死んだ。
ブリアリーはニュージャージー・マソニック・ロッジの初代グランドマスターであった。
ブリアリーはニュージャージー州トレントンのセントミカエル教会の墓地に埋葬されている。
ニュージャージー州ケニルワースのデイビッド・ブリアリー高校はブリアリーに因んで名付けられた。